# Collis
« Colles » redirige ici. Pour les autres significations, voir Colle (homonymie).

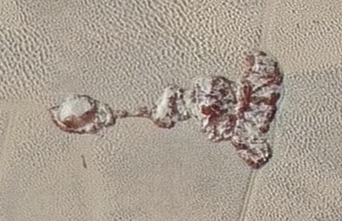
Les, un petit groupe de colles de la plaine Spoutnik, sur Pluton.

Collis (pluriel : colles) est un mot d'origine latine désignant une petite colline ou une légère surélévation de la surface.

## CollesdeMars
- Abalos Colles (en)
- Acidalia Colles (en)
- Alpheus Colles
- Arena Colles
- Ariadnes Colles (en)
- Astapus Colles (en)
- Avernus Colles (en)
- Colles Nili
- Cydonia Colles
- Deuteronilus Colles
- Galaxias Colles
- Ortygia Colles
- Oxia Colles
- Scandia Colles
- Tartarus Colles (en)

## CollesdePluton
- Astrid Colles
- Challenger Colles
- Coleta de Dados Colles (en)
- Columbia Colles
- Soyuz Colles